# أبو دلف الينبوعي
أبو دلف مسعر بن مهلهل الخزرجي الينبوعي شاعر ورحّالة ولد في مدينة ينبع القريبة من المدينة المنورة.

## حياته
عاش أبو دلف الينبوعي في العصر العباسي في القرن الرابع الهجري وتاريخَا ولادته ووفاته غير معروفين، تجاوز التسعين من عمره متنقلاً في البلاد . له رسالة في أخبار رحلته إلى غرب وشمال إيران وأرمينيا وكانت مخطوطة هذه الرسالة موجودة في مكتبة مشهد وقد نشرت في القاهرة عام 1952م ثم نشرت في موسكو عام 1960م 

## تجواله
رءآه ابن النديم عام 377 هـ وعرّفه بالجواله  وقد كان أبو دلف أحد رحالة القرن الرابع الهجري أمضى سنوات طويلة من عمره في التجوال بين اقطار العالم . يقول عنه الدكتور أحمد فؤاد باشا المفكر الإسلامي المعروف انه عمل في بلاط السامانيين في مدينة بخارى ما بين سنتي 301 و 331 هـ .وذكر الزركلي ان أبا دلف كان يتردد على الصاحب بن عباد فيرتزق منه ويتزود كتبه. وقد اختاره الأمير نصر الثاني بن أحمد الساماني عام 331 هـ لمصاحبة بعثة صينية. وفي عودته زار الهند وتركستان والتبت وجمع هناك مادة كتابه عجائب البلدان وفي رحلة ثانية طاف كل من بلاد فارس واذربيجان وأرمينيا. ولم تصل الينا التفاصيل الكاملة لرحلته الأولى, وذكرها ياقوت الحموي في ( معجم البلدان ) وإبن النديم في (الفهرست). وقد حفظ لنا القزويني وياقوت الحموي وإبن النديم مقتطفات يُظَنُ أنها من وصف أبي دلف لرحلته في الصين والهند وقد أظهر هذا الوصف دقة ملاحظته حيث فطن إلى ان الخزف الصيني كان يُقلد في بلادٍ أخرى مثل إيران وملبار لكن الأواني الصينية كانت تُفضل في الأسواق على كل ما يصنع تقليداً لها .

## في الجغرافية
عكف أبو دلف على دراسة المعلومات الجغرافية التي تتعلق بالحدود والمدن والمواصلات والنشاط الاقتصادي بدقة وإمعان وقام بتلافي الكثير من الاخطاء التي وقع فيها من سبقه من العلماء وتمكن من إستخلاص حقائق جديدة لم يسبقه إليها أحد ساهمت في تقدم علم الخرائط عرض الجوانب الاجتماعية والاقتصادية والسياسية في تلك البلدان وسلط الضوء على دور العلم والمكتبات والمعابد فيها . وفي رسالته الثانية وصف أرمينيا وبلاد فارس وطبرستان وأفغانستان وبعضاً من جنوب روسيا وغير ذلك من البلدان التي زارها وقد أعترف بفضله كل من الدوميلي وجورج سارتون وستنفلد و نفيس أحمد ووضعوه في الصف الأول من رواد الفكر الجغرافي عربياً وإسلامياً .

## شعره ومؤلفاته
كتاب عجائب البلدان : وهو في الجغرافيا وقد جمع أبو دلف معلومات هذا الكتاب خلال رحلته إلى الهند وتركستان والتبت حمل في طياته أفكاراً جغرافية نادرة صحح فيها أبو دلف أفكاراً خاطئة  وقع فيها أسلافه من علماء العرب والإسلام .
وقد إمتدحه الثعالبي ووصفه بأنه من كبار الشعراء الملهمين وأورد الثعالبي أبياتاً من قصيدة له في كتابه ( يتيمة  الدهر) والتي قدمها أبو دلف الينبوعي للوزير البويهي الصاحب الطالقاني :

## أعماله
يُوجد له رسالتان في مخطوطة مشهد.